# Битолско сиропиталище
„Надежда“ е сиропиталище в Битоля, тогава в Османската империя, основано първоначално като социална трапезария в 1905 година. Закрито е от новата сръбска власт след Междусъюзническата война в 1913 година.

## История
Първоначалната идея за сиропиталище в Битоля подема пелагонийският митрополит Григорий. Поради здравословни причини обаче той не успява да осъществи намеренията си и по предложение на българския търговски представител в Битоля Живко Добрев, който също участва в планирането на сиропиталището, в организацията е поканена Захария Шумлянска, която като съпруга на австрийски поданик би могла по-лесно да организира сиропиталището. За целта в 1905 година е основано благотворителното дружество „Утеха“ с пръв председател Живко Добрев. Първоначално дружеството открива социална трапезария, която към началото на 1906 година редовно дава обеди на бедни ученици, а по-късно дружеството планира и отварянето на сиропиталище, активно подтиквано от Добрев. Сиропиталището отваря врати в къща в двора на църквата „Рождество Богородично“, дарена от митрополит Авксентий.
Македонското женско дружество в София първоначално полага усилия главно в общото подпомагане на българите в Македония и бежанците в България, както и се грижи за поддържане на националното съзнание. След Хуриета слива усилията си с тези на битолското дружество „Утеха“ и откриват официално заедно сиропиталище „Надежда“. Особено активна роля в подпомагането на сиропиталището имат Екатерина Ризова, Екатерина Каравелова и други. Екатерина Ризова измолва от министър Михаил Такев 10 000 лева и лично през юни 1908 година посещава родната си Битоля, за да проучи и задоволи нуждите на сиропиталището. Двете дружества заедно поддържат и безплатната трапезария за учениците. Сиропиталището приютява около 50 - 100 деца, а в трапезарията се хранят около 100 битолски ученици. След Балканските войни и двете национални катастрофи сиропиталището и трапезарията са затворени в 1913 година.
По-късно председателка на дружество „Утеха“ е Мария Дякон Ив. Младенова.